# Рошкань (Галац)
Рошкань, Рошкані (рум. Roșcani) — село у повіті Галац в Румунії. Входить до складу комуни Беняса.
Село розташоване на відстані 222 км на північний схід від Бухареста, 54 км на північ від Галаца, 142 км на південь від Ясс.

## Населення
За даними перепису населення 2002 року у селі проживали 705 осіб, усі — румуни. Усі жителі села рідною мовою назвали румунську.